# 肉身菩薩
肉身菩薩（にくしんぼさつ、roushenpuse）もしくは肉身仏とも言う。仏教用語で、高僧が徳を積み、一定の境地になると、その死後も体が腐敗しないということである。最も有名なのは中国の唐の時代である禅僧の慧能大師である。多くの人びとは「真身塑像」（本当の人の像）と呼び、崇拝した。日本にも即身仏という言葉があり、近い意味がある。
中国仏教では、古代よりこの肉身菩薩が現れている。特に安徽省にある九華山に多く見られ、その聖地となっている。その死後は自然に腐敗されることはなく、ミイラとなるか、もしくは生前とまったく変わらない。あるものにはその姿が光って見えるという。彼らのその多くは最後に日本の即身仏と同じように、飲まず食わずで座禅する。そしてそのまま入定するのである。ただし、日本の江戸時代のように土に埋められて入定ということはなかった。また、日本の即身仏は苦行の果てに入定となっていたが、中国では自然死であった。ただし、衆生の救済というところでは一致している。
その腐敗しないということに疑問を持つ者は多く、謎は多い。文革時代に、紅衛兵がお寺に入り、肉身菩薩は偽物だとして、慧能大師の肉身菩薩を解体した際に、中から内臓が出てきて、くしくも本物であると証明したことがあった。
慧能大師以外にも、石頭希遷、九華山の金橋覚、無瑕和尚、海玉法師、憨山の徳清法師などが有名である。近代では慈航法師、月溪法師、大興菩薩などがいる。日本の新潟や山形には即身仏（肉身菩薩）を祀るお寺がある。上座部仏教にも多く見られ、特にミャンマーの高僧であるSunlun Sayadaw法師は有名である。
同様のことを道教では仙蜕と呼び、魂が体から離れたあと、遺体は蝉の脱げ殻であるとした。
現在でも九華山には幾つかの肉身菩薩が祀られている。有名なのは双溪寺にある大興菩薩である。この他にも13体の肉身菩薩が安置されている。

## 歴史
中国の仏教徒の肉身として文献に現れる最古の例は、『高僧伝』巻10における陽樊出身の謌羅竭で、晋の元康8年（298年）に死去した。弟子が火葬にしようとしたが座ったままの形で焼けきらず、石室に安置した。咸和年中（326年 - 334年）に西域出身の僧、竺定が見たときもなお座っていたという。
謌羅竭の例は本人や周囲が意図して肉身になったとは言いがたい。『高僧伝』巻9の敦煌出身の僧、単道開は、穀物を絶って栢（コノテガシワ）の実や松脂を食べる修行を7年続け、升平3年（359年）ごろに100歳余りで死去した。弟子が遺体を石室に移した後、興寧元年（363年）に南海太守の袁宏が石室を覗いて遺体を見た際は、「正に当に蟬蛻（せんぜい）の如きのみ」と述べたという。
唐代以降遺体の上に布を貼り、漆を塗るという技法がとられるようになる。『続高僧伝』巻27には貞観3年（629年）に死去した道休の遺体の上から漆布を加えたことが記述されている。
日本人では、宋に渡った成尋が客死した後、遺体に漆と金をかけられてミイラとされたことが大江匡房の『続本朝往生伝』に見える。

### 写真が確認されている肉身
南華寺（広東省韶関市曲江区）
- 慧能 - 中国の肉身仏として現存最古の例とみられる[15]。『宋高僧伝』巻8によれば、先天2年（713年）8月3日に76歳で死去した後、ミイラとなり漆をかけられた[16]。
- 憨山徳清 - 天啓3年（1623年）没
- 丹田[17]

雲門山大覚寺（広東省韶関市乳源ヤオ族自治県）
- 文偃 - 乾和7年（949年）示寂[18]

大通古寺（広東省広州市花地大通𬈯）
- 達岸 - 太平興国3年（978年）没（塑像説あり）[19]

北京市石景山区八大処公園宝珠洞
- 伝雍正帝 - 実際は明代の僧侶とされる[20]。

四川省峨眉山沈香寺
- 通天和尚[21]

高旻寺（江蘇省揚州市邗江区）
- 了凡
- 静参 - 民国16年（1927年）完成とされる[22]。

弥勒内院（台湾新北市汐止区）
- 慈航大師 - 1954年5月6日死去。死後遺体を甕に入れ土葬し、3年後に掘り出してミイラになっていたら安置するよう遺言していたため、土葬され5年後の1959年5月19日に甕が開けられた[23][24]。厚く漆をかけ、金箔を貼ったものとみられる[25]。

總持寺（日本、神奈川県横浜市）
- 石頭希遷